# Cephalotes patei
Espèce
Synonymes
- Paracryptocerus patei Kempf, 1951
- Paracryptocerus (Harnedia) patei Kempf, 1951
- Zacryptocerus patei Kempf, 1951

Cephalotes patei est une espèce de fourmis arboricoles du genre Cephalotes.

## Distribution
Cette espèce est native du centre et de l'Ouest de la Colombie, où l'espèce a été enregistrée.

## Description
Comme les autres espèces du genre Cephalotes, Cephalotes patei se caractérise par l'existence de soldats spécialisés dotés d'une tête surdimensionnée et plate ainsi que des pattes plus plates et plus larges que leurs cousines terrestres. Elles peuvent ainsi se déplacer d'un arbre à un autre dans une forêt.

## Systématique
Cephalotes patei a été décrite et classifiée pour la première fois par l'entomologiste allemand Walter Kempf (d) (1920–1976) en 1951 sous le protonyme de Paracryptocerus (Harnedia) patei.

## Étymologie
Son nom spécifique, patei, lui a été donné en l'honneur de Vernon Pate (d) (1903-1958), entomologiste américain qui a non seulement suggéré et encouragé la présente étude menée par Kempf mais lui a également apporté son aide et ses critiques positives.

## Publication originale
- (pt) Walter W. Kempf, « A taxonomic study on the ant tribe Cephalotini (Hymenoptera: Formicidae) », Revista de Entomologia, vol. 22, nos 1-3,‎ 31 décembre 1951, p. 1-244 (ISSN 0375-0825, OCLC 730053477, lire en ligne).